# Симоненко Олександр Володимирович
Олександр Володимирович Симоненко (рос. Симоненко Александр Владимирович, *24 серпня 1950, с. Веселий Поділ) — український археолог, фахівець з історії та археології сарматів, доктор історичних наук, член-кореспондент Німецького археологічного інституту в Берліні (1998), провідний науковий співробітник відділу археології ранньої залізної доби Інституту Археології НАН України.

## Життєпис
Народився в селі Веселий Поділ Семенівського району Полтавської області УРСР. В м. Києві Олександр закінчив середню загальноосвітню школу й вступив на вечірнє відділення історичного факультету Київського університету ім. Т. Шевченка. Одночасно працював в Інституті археології НАН України.
У 1987 р. захистив кандидатську дисертацію на тему "Військова справа населення степового Причорномор'я у ІІІ ст. до н.е. - ІІІ ст. н.е..
Працював на розкопках курганів півдня України і сарматських пам'яток в Угорщині.
У 1999 р. захистив докторську дисертацію на тему «Сармати Північного Причорномор'я. Хронологія, періодизація та етно-політична історія».
Від 2004 р. бере участь у наукових проектах в університетах та інститутах США, Німеччини та Ізраїлю.
Член Вченої ради інституту, спецради із захисту дисертацій при Інституті археології; професор Національного університету "Києво-Могилянська академія" (2007 р.), Миколаївського національного університету ім. В.О. Сухомлинського (2013-2018 рр.).
Головний редактор наукового фахового журналу "Археологія і давня історія України".

## Праці
За 38 років досліджень опублікував 202 роботи. Серед них:
- (рос.) О семантике среднего фриза Чертомлыцкой амфоры // Скифы Северного Причерноморья. — К., 1987. — С.140–144.
- (рос.) Военное дело населения степного Причерноморья в ІІІ в. до н. э. — ІІІ в. н. э. — Автореф. дисс. … канд. истор. наук. — К., 1987.
- Симоненко, А.В.Сарматы в Среднем Поднепровье. В: Артеменко, И.И. (ред.). Древности Среднего Поднепровья. Киев: Наукова думка, 1981, с. 52-68.
- Simonenko, A.V. Bewaffnung und Kriegswesen der Sarmaten und späten Skythen im nördlichen Schwarzmeergebiet. Eurasia Antiqua, 2001, 7, S. 187-327.
- Симоненко, О.В. Нарис українського сарматознавства. Археологія і давня історія України 2019, 2 (31), с. 187-198, https://doi.org/10.37445/adiu.2019.02.14.
- Symonenko, A. Late Scythian Culture of the Lower Dnieper: the Issue of Origin. Journal of Ancient History and Archaeology, 2022, 9.3, р. 27-32 (0,5 д.а.) DOI: 10.14795/j.v9i3.794

### Книжки
- Симоненко А.В. Сарматы Северо-Западного Причерноморья в І в. н. э.(погребения знати у с. Пороги). К., 1991 (Б. И. Лобай).
- Symonenko O. Călăreţii stepelor. Sarmaţii în spaţiul Nord-Pontic. Cluj-Napoca: Editura Mega 2009 (Bârcă, V.).
- Симоненко А.В., Римский импорт у сарматов Северного Причерноморья [Архівовано 26 квітня 2016 у Wayback Machine.], Нестор-История, Филологический факультет СПбГУ, 2011.
- Симоненко А.В. Сарматские всадники Северного Причерноморья. 2-е изд., испр. и доп. Київ: Видавець Олег Філюк, 2015.
- Симоненко О.В. Пізньоскіфський могильник Червоний Маяк. Дослідження 2011-2015 років. Херсон: ФОП "Сівак О.В.",  2015 (Сікоза Д.М., Дзнеладзе О.С.).
- У співавторстві з Н. С. Абашина, М. Ю. Відейко, О. В. Гопкало та ін. Том 1. Від кіммерійців до Русі (Х ст. до н. е. — ІХ ст.) // Історія цивілізації. Україна / Т. І. Шкарупа. — Харків : Фоліо, 2019. — Т. 1. — 586 с. — ISBN 978-966-03-8941-0.